# Razstava uničene ruske vojaške opreme
Razstava uničene ruske vojaške opreme je razstava na prostem na Mihelovem trgu v Kijevu. Odprli so jo 21. maja 2022 in predstavlja rusko vojaško opremo, ki je bila zajeta in uničena med rusko invazijo na Ukrajino leta 2022.
Glede na uradno spletno stran ukrajinskega predsednika, eksponati vključujejo samohodni protiletalski topniški sistem Pancir-S1, tank T-72B3, pehotno bojno vozilo BMD- 2, kupolo BMD-4, elektronsko bojno vozilo in ostanke pehotnega vozila Tigr. Večina te opreme je bila uporabljena med kijevsko ofenzivo.
Predsednik Ukrajine Volodimir Zelenski je razstavo razkazal predsedniku vlade Združenega kraljestva Borisu Johnsonu med njegovim obiskom v Ukrajini 17. junija 2022.